# Kelīkān
Kelīkān (persiska: كِليكان, كُلَهكان) är en ort i Iran.   Den ligger i provinsen Mazandaran, i den norra delen av landet, 120 km nordost om huvudstaden Teheran. Kelīkān ligger 42 meter över havet och antalet invånare är 394.
Terrängen runt Kelīkān är platt, och sluttar norrut. Runt Kelīkān är det ganska tätbefolkat, med 149 invånare per kvadratkilometer. Närmaste större samhälle är Āmol, 5,4 km söder om Kelīkān. Trakten runt Kelīkān består till största delen av jordbruksmark.